# Amalia Pica
Amalia Pica (* 1978 in Neuquén) ist eine argentinische bildende Künstlerin, die in London wohnt und arbeitet.

## Leben
Pica wurde während der argentinischen Militärdiktatur geboren, die sich auch in ihrem Werk niederschlägt. Sie studierte an der Escuela Nacional de Bellas Artes Prilidiano Pueyrredón in Buenos Aires und erwarb 2003 einen Bachelor of Arts. Anschließend war sie Artist in Residence an der Königlichen Akademie der Schönen Künste in Amsterdam und im Headlands Center for the Arts in Kalifornien.
Picas Werke sind in den ständigen Sammlungen der Tate Gallery, des Museum of Modern Art und des Museum of Contemporary Art (Chicago) ausgestellt.
Ihre Arbeiten beschäftigen sich häufig mit der Problematik der Kommunikation zwischen Menschen, insbesondere durch Sprache, sowie mit ihren Erfahrungen in der argentinischen Geschichte.

## Werk
- Strangers, Performance
- Eavesdropping, 2011: Installation, in der an der Wand befestigte Gläser auf die Möglichkeiten des Abhörens hinweisen.[4]
- Venn Diagram (under the spotlight), 2011: Installation, die ein Mengendiagramm als Beispiel für die Bildungs- und Erziehungsbeschränkungen während der Diktatur wiedergibt.[2]
- A ∩ B ∩ C, 2013: Installation und Performance, bei der die Teilnehmer geometrische Formen aus farbigem Plastik übereinander legen und jedes Mal andere Muster bilden[4]
- Switchboard, 2013: Installation
- Similama, 2014: Installation[5]

## Ausstellungen
- 2010: Malmö Konsthall[4]
- 2012: Chisenhale Gallery, London[1]
- 2013: Museum Tamayo, Mexiko[4]
- 2014: La Criée, Rennes[6]
- 2015: Solomon R. Guggenheim Museum, New York[4]
- 2020: Haus Konstruktiv, Zürich[7]

## Preise
- 2020: Zurich Art Prize[7]